# Institute for Health Metrics and Evaluation
L'Institute for Health Metrics and Evaluation est un institut de statistique sur la santé publique, basé à Seattle sous la houlette de l'université de Washington, et qui est financé notamment par la fondation Bill-et-Melinda-Gates. Il est créé en 2007. Il a notamment réalisé des bases statistiques de mortalité et morbidité à l'échelle mondiale en 2010 et 2013, et annuellement depuis 2015.